# 파올로 네그로
파올로 네그로, OMRI 기사장(이탈리아어: Paolo Negro ˈpaːolo ˈneːɡro[*], 1972년 4월 16일, 베네토 주 아르치냐노 ~)는 이탈리아의 전직 프로 축구 선수이자 감독으로, 현역 시절 중앙 수비수나 우측 수비수로 활약했다.
프로 선수로 18년을 활약한 네그로는 362번의 세리에 A 경기에 출전해 24골을 기록했는데, 주로 라치오에서 활약하며 8개의 주요 대회 우승을 거두었고, 이 중 리그 우승과 1999년 컵위너스컵을 꼽을 수 있다. 그는 이탈리아 국가대표팀 일원으로 유로 2000에 참가해 2위에 입상했다.

## 클럽 경력

### 볼로냐까지의 행보
네그로는 비첸차 도 아르치냐노 출신이다. 브레시아의 유소년부에서 축구를 시작한 그는 1990년에 볼로냐에 입단했고, 1990년 10월 28일에 제노아를 상대로 세리에 A 신고식을 치렀으며, 처음 2년 동안 50경기를 출전했는데, 2년차는 세리에 B에서 보냈다.

### 브레시아와 라치오
유소년 시절 활약하던 브레시아로 복귀한 후, 1993년 여름에 로마의 라치오에 입단했다.
네그로는 1997-98 시즌에 코파 이탈리아를 석권했고, 같은 해 UEFA컵 결승전에도 올랐지만, 라치오는 이 경기에서 인테르나치오날레에 밀렸다. 그 다음 시즌, 라치오는 수페르코파 이탈리아를 들어올리고, 밀란 바로 아래로 세리에 A 준우승을 거두었고, 1998-99 시즌 컵위너스컵을 우승했는데, 2-1로 승리한 마요르카와의 1999년 컵위너스컵 결승전에서는 교체되지 않고 결장했다. 뒤이어 1999년 UEFA 슈퍼컵에서는 1998-99 시즌 챔피언스리그를 우승한 맨체스터 유나이티드와의 일전에서 승리했다. [[세리에 A 1999-2000|1999-2000 시즌, 그는 26번의 경기에 출전해 2골도 기록하며 라치오의 세리에 A 우승을 도왔고, 인테르나치오날레와의 코파 이탈리아와 수페르코파 이탈리아나도 우승했고, 그 공로로 2000년 초대 은공상의 주인이 되었다. 은공상은 시즌 내내 두각을 나타낸 선수들이 받는 상으로, 규율과 축구 역량이 판정 조건이었다. 라치오는 같은 해 같은 해 챔피언스리그에서 8강전까지 올라갔다.
그러나, 이어지는 시즌의 2000년 12월 17일에는 로마와의 더비 경기에서 자책골을 기록했고, 결국 라치오는 이웃들에게 "방패"를 내주었고, 라치오는 시즌을 3위로 마감했다. 2003-04 시즌, 네그로는 계속 활약을 이어가 2003-04 시즌에 개인 통산 코파 이탈리아 3번째 코파 이탈리아를 우승했는데, 이 과정에 2004년 결승전에서 유벤투스를 격파했다.

### 시에나
2005년에 시에나에 합류한 후, 네그로는 최종전에서 전 소속 구단 라치오와의 경기에서 85분에 극적인 득점을 성공했다. 이 골이 없었으면 시에나는 2부 리그로 강등될 수 있었지만, 강등권을 벗어나지 못한 구단은 키에보 베로나였고, 시에나는 강등될 수 있었다. 그는 2 시즌 동안 50번의 경기에 더 출전해 총 363번의 경기를 출전했다.
2008년 8월, 은퇴 후 1년이 거의 다 될 무렵, 36세의 네그로는 세리에 B 모데나에서 입단 시험을 보았지만 결실을 맺지 못했다.

## 국가대표팀 경력
1994년 11월 16일, 네그로는 1-2로 패한 크로아티아와의 유로 1996 예선전 경기에서 국가대표팀 첫 경기를 치렀다. 그는 1994년부터 2000년까지 "푸른 군단"(Azzurri) 소속으로 8번의 경기에 출전했고, 그는 디노 초프의 유로 2000 이탈리아 최종 명단에 이름을 올렸고, 이탈리아는 대회 결승전까지 올랐지만, 프랑스에 패하며 준우승에 머물렀다.
앞서 네그로는 체사레 말디니 감독의 이탈리아 U-21 국가대표팀 주축 선수로, 몽펠리에에서 1994년 유럽 U-21 선수권 대회 결승에 올라 포르투갈을 꺾었다.

## 경기 방식
네그로는 강인하고, 도발적이며, 거친 견제를 하는, 몸싸움에 능한 선수로, 공중 경합에도 일가견이 있으며, 멀리서 차는 힘도 강했다. 그는 전술적 지능도 높고, 믿음직하며, 다재다능한 선수로, 인내력이 있는 수비수로, 지역 방어에 특화되었다. 그는 적극적인 대인 견제를 하며, 믿음직한 기술과 공배급 능력을 지닌 것 외에도 발이 빠르고 체력이 탄탄해 우측면을 효율적으로 타고 올라가 역습할 수 있었다.

## 감독 경력
2011년 6월, 그는 2급 감독 시험을 통과해 레가 프로 구단을 지도할 수 있게 되었다.
2010년 12월 30일, 네그로는 처음으로 감독일을 맡았는데, 프로모치오네 아마추어 구단인 체르베테리의 지휘봉을 잡아 라치오에서 이탈리아 축구 프로 무대에 뛴 경험이 있는 선수들을 지도했다. 그는 3개월 만에 첫 구단을 떠났는데, 2011년 3월 23일에 성적 부진을 이유로 사표를 제출했다. 2012년 1월 26일, 네그로는 세리에 D의 아마추어 구단 차가롤로 감독이 되었다.
2015년 1월 5일, 마르크 율리아노가 라티나의 신임 감독으로 취임하면서, 네그로가 신임 유소년 감독으로 취임했다.
2017년, 그는 크라뇨티 유소년부 감독이 되었는데, 이 구단은 라치오 구단주 세르조 크라뇨티의 아들인 마시모 크라뇨티가 창단한 유소년 축구교실이었다.
2021년 12월 15일, 그는 시에나 지휘봉을 잡아 처음으로 프로 무대 감독이 되었고, 프란코 팔레아리가 그를 보좌하게 되었다. 그는 2주 후인 12월 29일에 시에나를 떠났고, 그의 후임으로 파스콸레 파달리노가 취임했다.

## 수상

### 클럽
라치오
- 세리에 A: 1999–2000
- 코파 이탈리아: 1997–98, 1999–2000, 2003–04
- 수페르코파 이탈리아나: 1998, 2000
- 컵위너스컵: 1998–99
- UEFA 슈퍼컵: 1999

### 국가대표팀
이탈리아
- 유럽 U-21 선수권 대회: 1994
- 유럽 선수권 대회 준우승: 2000

### 개인
- 은공상: 1999–2000[24]

### 서훈
이탈리아 공화국 공로장 5등급 / 기사장: 2000